# 九隆
九隆（?—?），云南古国哀牢的第一个国王。
妇人沙壹碰到了沉在水中的木头，怀孕生下十个儿子。沉木化为龙，九个儿子惊慌逃走，最小的儿子不会走，背龙而坐，龙于是舔舐了他。沙壹称他为九隆（背龙而坐的意思）。九隆长大，诸兄以九隆能为被父亲舔舐而聪明，于是一起推举他为王。后牢山下有一夫一妇，生了十个女儿，九隆兄弟都娶她们为妻，后来人口渐渐滋长。族人都纹身图案像龙的花纹，衣皆着尾。九隆死后，世世相继。现在白族还有这个传说，说明白族和哀牢有一定的渊源关系。